# Ciro Davide Rizzo
Ciro Davide Rizzo (Palermo, 25 maggio 1978) è un giocatore di biliardo italiano.
Siciliano di Bagheria, ma tesserato in Ariano Irpino (una cittadina montana della Campania) presso il CSB presieduto da Rosario Cavalletti, ha ottenuto quale suo massimo successo la vittoria del campionato del mondo 2019 di biliardo a 5 birilli svoltosi a Pistoia.

## Palmarès
I principali risultati
- 2008 Campionato italiano a squadre (Saint Vincent)
- 2009 Campionato europeo 5 birilli a squadre (Odense)
- 2017 Campionato nazionale a squadre per CSB
- 2018 Campionato nazionale a squadre per CSB
- 2018 Campionato italiano categoria Nazionali (Saint Vincent)
- 2019 Campione del mondo specialità italiana 5 birilli (Pistoia)

## BTP
Vittorie complessive nel circuito
- 1 Stagione 2019/2020 (Sanremo)